# Tatiele Silveira
Tatiele dos Santos Silveira (Porto Alegre, 13 de julio de 1982) es una exfutbolista y entrenadora brasileña que se desempeñaba como mediocampista. 
Logró el segundo título del Ferroviária en el Campeonato Brasileño de Fútbol Femenino, lo que la convirtió en la primera entrenadora mujer en conseguir la liga de Brasil. Ese mismo año consiguió el subcampeonato de la Copa Libertadores. Desde 2023 dirige a Colo-Colo, de la Primera División de Chile.

## Clubes

### Como jugadora
| Club          | País   | Año       |
| ------------- | ------ | --------- |
| Internacional | Brasil | 1997-2003 |

### Como entrenadora
| Club                 | País   | Año       |
| -------------------- | ------ | --------- |
| Porto Alegre sub-17  | Brasil | 2008-2009 |
| Gremio               | Brasil | 2009-2011 |
| Canoas               | Brasil | 2011      |
| Guaíba               | Brasil | 2012      |
| Gremio               | Brasil | 2012-2014 |
| Internacional sub-17 | Brasil | 2017      |
| Internacional        | Brasil | 2017-2018 |
| Ferroviária          | Brasil | 2019-2020 |
| Santos               | Brasil | 2021-2022 |
| Colo-Colo            | Chile  | 2023-     |

## Palmarés

### Campeonatos nacionales
| Título                    | Club        | Año  |
| ------------------------- | ----------- | ---- |
| Campeonato Brasileño      | Ferroviária | 2019 |
| Primera División de Chile | Colo-Colo   | 2023 |
| Primera División de Chile | Colo-Colo   | 2024 |